# Neustadt an der Weinstraße
Neustadt an der Weinstraße là một thành phố thuộc bang Rheinland-Pfalz, Đức. Thành phố có diện tích 117,1 km2, dân số cuối năm 2006 là 53.506 người.